# Западна провинција (Кенија)
Западна провинција је једна од осам бивших првинција у Кенији. Према подацима из 1999. године у њој је живело 3 милиона 359 хиљада становника. Површина коју заузима је 8361 км². Главни град је био Какамега.т

## Географија
У рељефу Западне провинције се примећује велика разлика у надморској висини између језера Викторија на југу чија се површина налази на 1133 метра надморске висине до врха планине Елгон на северу са 4321 метар надморске висине. Клима је тропска са великом количином падавина, посебно у првим месецима године.

## Становништво
На подручју бивше Западне провинције је највећи број припадника етничке групе Луја. Поред главног града Какамега већи градови су Бунгома, Вебује и Бусиа.

## Привреда
Иако је основна привредна активност пољопривреда, индустрија је такође присутна у Западној провинцији. Посебно се издваја прерада шећера који се добија са локалних плантажа шећерне трске. У граду Вебује налази се највећа фабрика бибера у Африци. На језеру Викторија доминантна привредна активност је рибарство.

## Дистрикти
Западна провинција је 2009. године била подељена на 4 дистрикта и то: Бунгома, Бусиа, Какамега и Вига.